# Новокрещёнов, Александр Никифорович
Александр Никифорович Новокрещёнов (27 ноября 1914, Москва — 15 августа 1991, Москва) — советский футболист, хоккеист, хоккейный тренер. Заслуженный мастер спорта СССР, Заслуженный тренер РСФСР.

## Биография
Футболистом выступал за «Профсоюзы-2», ВВС, московское «Торпедо», в составе которого получил звание мастера спорта. В хоккее играл за московские клубы ВВС и «Локомотив».
После окончания карьеры игрока работал в качестве тренера. Будучи государственным тренером по хоккею, он активно участвовал в подготовке сборной СССР к дебюту на первенстве планеты 1954 года. Тогда советские хоккеисты сходу стали чемпионами мира.
Начальник команды московского «Спартака» (1972/73 — 1974/75). Был государственным тренером по хоккею Комитета по физической культуре и спорту при Совете Министров СССР. Преподавал в ГЦОЛИФКе. Под его руководством «Спартак» стал чемпионом СССР (1962) и 3-м призёром чемпионата СССР (1963).
Похоронен на Донском кладбище (колумбарий № 18).